# Citallios
Citallios (du néologisme : « cité » ville et « alliós » autrement  en grec) est une société d'économie mixte d'aménagement du territoire fondée en 2016. L'entreprise mène, pour le compte de collectivités territoriales, des opérations d'aménagement, de renouvellement urbain, de construction (de logements et d'équipements publics) et de lutte pour la résorption de l'habitat insalubre en quartiers anciens dégradés.
Cette entreprise publique locale commune aux départements des Yvelines et des Hauts-de-Seine est l’un des principaux acteurs de l’aménagement urbain en Île-de-France.

## Historique
La société est née le 7 septembre 2016 de la fusion de quatre anciennes SEM : la SEM 92, la SEMERCLI, Yvelines Aménagement et la SARRY 78. La création de cette nouvelle entité s'est inscrite dans le cadre du rapprochement des départements des Hauts-de-Seine et des Yvelines, impulsé par Patrick Devedjian et Pierre Bédier, réunis sous la forme d'un Établissement Public Interdépartemental. À sa fondation, Pierre Bédier, alors président du Conseil départemental des Yvelines, est nommé président. Hervé Gay devient le premier directeur général.
Le 17 juin 2019, Citallios, la Ville de Clichy-la-Garenne et Vinci Construction Terrassement inaugurent le premier téléphérique de déblais à gravats de France pour l’opération de renouvellement urbain du Quartier du Bac.
Le même mois, Maurice Sissoko devient le nouveau directeur général et entame une inflexion stratégique qui se traduit dans une feuille de route opérationnelle, le plan stratégique CAP 2023. L'élargissement de la palette d'offres de Citallios s'est notamment concrétisée par la création d'une filiale de co-promotion en 2020.
La société est aussi devenue la première SEM d’aménagement à inscrire sa Raison d'être dans ses statuts : « Imaginer et construire un cadre de vie humain, sobre et durable, en assemblant les contributions nécessaires à la transformation des villes et des territoires avec tous et pour tous ».
En février 2020, Vincent Franchi succède à Pierre Bédier à la présidence.
CITALLIOS renforce son influence en Ile-de-France en se rapprochant du département de l'Essonne qui entre au capital de la SEM en octobre 2023.

## Organisation
En 2023, Citallios compte 75 salariés et pilote une centaine d'opérations de différentes natures : mandats et concessions d'aménagement, mandats d'équipements publics, assistance à maîtrise d'ouvrage (AMO), contrat de promotion immobilière (CPI) et suivi-animation d’opérations programmées d’amélioration de l’habitat (OPAH), notamment en centre-ville ancien. La société possède un ensemble de ressources internes : responsable d'opérations, expertise foncière, voiries et réseaux divers (VRD), communication, ingénierie financière et juridique. Ses capacités lui permettent de piloter les études pré-opérationnelles, de mener les procédures administratives et réglementaires nécessaires et de coordonner la réalisation opérationnelle (pilotage de travaux).
Citallios travaille essentiellement avec les collectivités territoriales franciliennes et aussi des bailleurs sociaux, des opérateurs et des institutionnels. Sa compétence territoriale couvre l'ensemble de l'Île-de-France, mais son territoire historique reste celui des Hauts-de-Seine et des Yvelines.

## Actionnariat
Les actionnaires de Citallios sont :
- L'Établissement Public Interdépartemental Yvelines-Hauts-de-Seine : 63,45 %
- La Caisse des dépôts et consignations : 15,51 %
- La Ville de Clichy-la-Garenne : 10,63 %
- La Région Île-de-France : 4,20 %
- Autres : 6,21 %

## Activités
Parmi les opérations d'aménagement les plus significatives figurent :

### La ZAC Entrée de ville à Clichy-la-Garenne
Le projet Entrée de Ville est divisé en trois secteurs : BIC/Chance-Milly, Porte de Clichy et Pouchet-Nivert. L'opération est principalement axée sur la réhabilitation et la revitalisation d’un tissu urbain complexe et ancien au sud-ouest de la commune. Le site était auparavant constitué d’un vaste îlot d’habitat dégradé, au cœur duquel était situé les anciennes usines Bic (deux hectares). Le périmètre d’intervention de l’opération s’est au fil du temps élargi, jusqu'à atteindre ¼ de la surface de la ville.
La grande majorité des aménagements sont achevés. Le calendrier prévisionnel prévoit une requalification entière du quartier en 2023,,.

### Le quartier du Bac à Clichy-la-Garenne

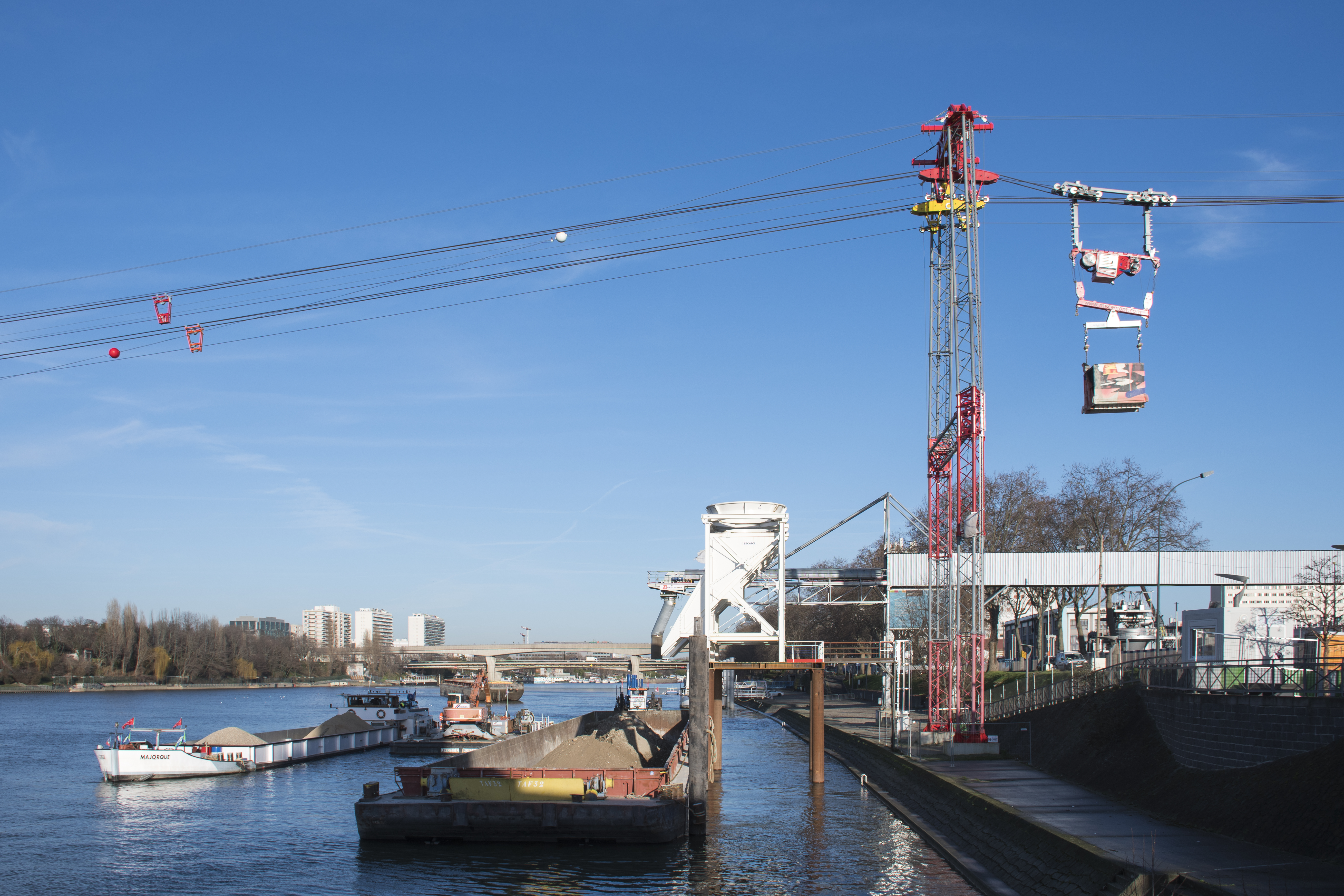
Le téléphérique à déblais à Clichy-la-Garenne : arrivée d'une benne à gravats prêts à être évacués par voie maritime.

Situé au cœur d’un site urbain dense, la programmation de cette opération se traduit par trois niveaux d'intervention principaux. Tout d'abord la réhabilitation de l’habitat insalubre (RHI) et la construction d’une offre résidentielle de 1 000 nouveaux logements. Mais aussi le développement de l’activité économique : 65 000 m2 de bureaux, 38 000 m2 de locaux d’activités et de services, 12 900 m2 à vocation industrielle et 4 000 m2 de commerces. Enfin la construction d’équipements publics à vocations éducative (le collège Van Gogh livré en 2007, le groupe scolaire Gustave Eiffel en 2017 et une crèche en 2018), environnementale (parc des Impressionnistes livré en 2010) et sportive (avec la future construction d'un complexe sportif et culturel sur cinq niveaux conçu par Ruddy Ricciotti).
Durant la phase de déblaiement d'un des chantiers, Citallios a recouru à un téléphérique à déblais permettant de transporter des terres excavées en milieu urbain. Sa mise en service a eu lieu le 2 août 2019 et son dernier jour d'activité le 3 février 2020. L'évacuation des terres  issues des travaux de terrassement a été réalisée grâce à des bennes qui effectuaient un parcours permettant d’acheminer les matériaux depuis le chantier jusqu’aux barges fluviales de la Seine. 200 tonnes ont été déblayées toutes les heures, soit une réduction de 35 % des émissions CO2 par rapport à une solution camion,,.

### Le Quartier de Seine Ouest (ZAC Parc d'Affaires) à Asnières-sur-Seine
Cet ancien quartier industriel et tertiaire situé en bords de Seine s'étend sur une surface totale de 16 ha. L'aménagement urbain du Quartier de Seine Ouest se développe autour d'une programmation comprenant 2 000 logements neufs, un hôtel, une résidence étudiante, une résidence de services pour personnes âgées, une résidence de tourisme, des bureaux et activités, 7 000 m2 de commerces et services, des espaces publics neufs et six équipements publics,.
L'opération intègre un programme d'agriculture urbaine de 8 000 m2 de toitures (quatre typologies d'usage réparties sur 51 toitures), ce qui en fait, en termes de superficie, un des plus importants programmes d'agriculture urbaine développés en France.

### La ZAC Louvois à Vélizy-Villacoublay
Cette opération d'aménagement a débuté en 2015 par la destruction d'une dalle obsolète de 20 000 m2, d'un ancien centre commercial et deux parkings silos. À partir du niveau du terrain naturel retrouvé et sans même toucher aux cinq immeubles de logements principaux datant des années 1960, l'ensemble des aménagements programmés a pu être réalisé : un renforcement paysager alliée à une réorganisation des espaces publics pour donner plus de places aux piétons, 250 logements supplémentaires, une crèche de 60 berceaux, un cabinet médical, des commerces et une salle multi-sports de 5 000 m2,.

### La ZAC Rouget-de-Lisle à Poissy
Anciennement ZAC Bongard, puis ZAC Eoles, la ZAC Rouget-de-Lisle se bâti sur une ancienne friche industrielle de 10,8 hectares située à proximité de l'usine PSA. La transformation de ce site s'articule autour d'objectifs en matière d’architecture, de mobilité, d’écologie, d’énergie et de développement économique. L'apaisement de la circulation sur les voies communales et la captation du trafic de transit pour permettre l'insertion du Tramway 13 Express en 2026 est un fil directeur qui guide l'aménagement de la ZAC. À l'horizon 2024, la ligne E du RER desservira la gare de Poissy en remplacement de la ligne J.
Ce futur quartier-jardin comptera à termes 2 000 logements (dont une résidence pour jeunes actifs), des bureaux, activités, des commerces et services, une école et une crèche, réunis autour d'un espace public central, un parc urbain de 1,7 hectare. À terme, une système de collecte pneumatique des déchets sera installé dans le quartier.
L'achèvement complet de l'opération est prévu pour 2035.

### Le Grand Projet de Rénovation Urbaine des Mureaux
La redynamisation des Quartiers Sud (ou Écoquartier Molière) amorcée en 2006 a concerné près de 15 000 habitants répartis sur six quartiers (près de la moitié de la ville), sur une emprise de plus de 70 hectares.
Un large programme de démolition-construction des grands ensembles a permis la reconstruction et la rénovation de logements. Le pôle éducatif Molière (inauguré le 13 février 2015) est l'ouvrage principal du quartier. Cet équipement écoresponsable multi-activités de plus de 6 000 m2 regroupe deux écoles, une crèche, une ludothèque, un centre de loisirs, un restaurant, un centre de ressources, des salles polyvalentes et destinées au sport.
Environ 25 hectares d’espaces publics ont été aménagés. L'autre équipement public du réaménagement des Quartiers Sud, le parc Molière (livré en 2019), est un parc linéaire ouvert de 7,5 hectares qui comporte un système rayonnant de parcs, coteau fruitier, jardins familiaux, aires de jeux et de sport. Au cœur de ce parc, a eu lieu la résurgence Rû d’Orgeval, un ruisseau à ciel ouvert canalisé il y a quelques années.
Achevée en 2018, l’opération du GPRU des Mureaux a obtenu le label ÉcoQuartier étape 4 (écoquartier confirmé),.

### Le Quartier de la gare à Andrésy
Cette concession d'aménagement doit permettre la valorisation de friches ferroviaires avec l'établissement d'une programmation mixte : 290 logements sociaux et en accession à la propriété, parkings privés et parking-relais multimodal, une résidence étudiante, une crèche de 30 berceaux, une maison de santé pluridisciplinaire, un laboratoire pharmaceutique ainsi qu'une dizaine de commerces. L'achèvement de ce projet urbain est prévu pour la fin de l'année 2024 et permettra à termes de renforcer les connexions entre les différents quartiers de la ville.